# 小熊猫科
小熊貓科（學名：Ailuridae）旧作熊猫科，是食肉目下的一科，目前僅有小熊貓属（Ailurus）一属两种存活。本科的學名“Ailuridae”便是取自於小熊猫属的學名“Ailurus”。「熊貓」一詞早在1915年間就有了，如1915年編成、1935年出版的《中华大字典》就有「熊貓」一词。

## 下级分类
- †Amphictinae
  - †Amphictis
- †短吻犬亞科 Simocyoninae
  - †Actiocyon
  - †Alopecocyon
  - †Protursus
  - †短吻犬属 Simocyon
- 小熊猫亚科 Ailurinae
  - †Bassararctos
  - †Magerictis
  - †始小熊貓屬 Pristinailurus
  - †副小熊猫属 Parailurus
  - 小熊貓属 Ailurus

## 分类沿革
因為最初大熊猫（Ailuropoda melanoleuca）被歸類到本科的關係，所以大熊猫的稱呼則是相對於小熊猫而言的。但是大熊猫遠比小熊猫有名，所以單講“熊猫”時，漸漸變成專指大熊猫。
各国对于大熊貓的分类一直存有争议，1980年代前，一直有三种观点，认为大熊猫可以归为熊科、浣熊科或小熊猫科。1980年代后，基本分为两派，熊科和小熊猫科。目前大熊貓已被归类为熊科，小熊貓则被归于小熊猫科。